# Post-internet
Post-internet – ruch artystyczny i model krytyki sztuki oparty na doświadczeniu internetu w życiu codziennym człowieka (Internet-aware). Post-internet nie ogranicza się do jednego medium, sieć stworzyła nowy rodzaj estetyki: dokument multimedialny – coś, co miesza różne media – tekst, fotografię, video, grafikę, dźwięk; coś, co wytwarza zupełnie nowy rodzaj komunikacji artystycznej. Termin ten po raz pierwszy został użyty przez Marise Olson w wywiadzie z 2008 roku.

## Definicja i jej problematyka
Jedną z kontrowersji narosłych wokół terminu post-internet jest przedrostek „post” (z ang. po). Nie można mówić, że jest „po” Internecie, skoro trwa on nieprzerwanie, a jego popularność i liczba użytkowników systematycznie wzrasta. Gene McHugh tłumaczy to, podając przykład postmodernizmu i postimpresjonizmu, które nie powstały ze względu na zakończenie się któregoś z tych prądów. Post-internet jest post, by podobnie jak poprzednicy sprzeciwić się ideom nurtu, wobec którego stoją w opozycji. W tym przypadku samemu internetowi.

Pomimo pewnych nieścisłości w definicji i kontrowersji na jej temat, kilka tez można przyjąć za obowiązujące, chociaż niepełne. Każde dzieło kultury, które powstało dzięki inspiracji nową technologią, może być nazywane post-internetowym. Jednak termin ten nie wiąże się z żadnym konkretnym wydarzeniem i właśnie dlatego trudno mówić tu o jakimkolwiek przełomie. Post-internet narodził się w obliczu wielu zmian, które zachodziły wraz z rozpowszechnianiem się komputerów osobistych i bezprzewodowego dostępu do Internetu. Podstawą jest to, że sztuka post-internetu nie istnieje tylko w obrębie samego Internetu. Wychodzi poza swoje ramy i mutuje, nawiązuje dialog zarówno ze sztuką niską, jak i wysoką. Jej celem jest mieszanie konwencji Internetu z konwencjami sztuki, aż ta nie przyjmie konwencję Internetu. Lepiej tłumaczy to zjawisko Mariusz Pisarski: 
Termin post-internetowy odnosi się do sytuacji, w której internet, wyszedłszy z niszy technologicznej do mainstreamu, stawszy się narzędziem powszechnego użytku – i tym sposobem straciwszy jako medium swą „nowość” – przestaje być źródłem inspiracji i punktem odniesienia dla sztuki w sposób, w jaki się to działo wcześniej.
Post-internet redefiniuje relację oryginał-kopia. Bazuje on przede wszystkim na przerabianiu tego, co dostępne w Internecie. Bardzo rzadko autorzy tworzą w pełni autorskie kompozycje, przy czym każda przeróbka ma wartość oryginału i jest oceniana niezależnie od pierwotnego źródła. Przykład stanowią tutaj memy, czyli połączanie obrazu z tekstem, który jest kluczem do interpretacji i niekoniecznie odnosi się do pierwowzoru. W efekcie nawet jeżeli pierwowzór, na przykład kadr z kreskówki zostanie odnaleziony, nikt nie potraktuje mema jako coś mniej wartościowego niż kreskówka sama w sobie, ponieważ są to dwa oryginały.